# Naturschutzgebiet Qurum
Das Naturschutzgebiet Qurum (arabisch محمية القرم الطبيعية) ist ein nationales Naturschutzgebiet im Gouvernement Maskat, Oman. Das Reservat liegt an der Küste des Golfs von Oman und schützt einen Mangrovenwald und das umliegende Feuchtgebiet in einem kleinen Ästuar innerhalb des Stadtgebiets von Qurum. Das 1975 eingerichtete Reservat ist seit 1994 als Vogelschutzgebiet (Important Bird Area) und seit 2013 als Ramsar-Gebiet ausgewiesen.

## Merkmale
Das Naturschutzgebiet Qurum ist ein Küstenfeuchtgebiet im Stadtgebiet von Qurum in der Provinz Bawschar, Gouvernement Maskat, im Nordosten Omans. Sowohl die Stadt als auch das Reservat sind nach einem lokalen Begriff für die Grauen Mangroven (arabisch القرم ‚al-qurm‘) benannt, die das Ökosystem entlang der Küste dominieren. Das 1975 durch einen Erlass von Sultan Qabus bin Said eingerichtete Reservat schützt ein Gebiet von rund 172 ha um den Ästuar und das ehemalige Delta des Wadi Aday zwischen der Küste des Golfs von Oman und dem Fuß des Hadschar-Gebirges. Das Reservat wurde 1994 als wichtiges Vogelschutzgebiet (Important Bird Area) anerkannt; 106,8 ha des unteren Teils des Reservats wurden am 19. April 2013 als Ramsar-Schutzgebiet ausgewiesen.
Wenn man sich von der Küste in südöstlicher Richtung ins Landesinnere bewegt, umfasst das Reservat eine Strandzone, die zu Küstendünen ansteigt, die den Strand von einem Gebiet mit Sabcha-Watten trennen, das von Prielen und Erosionsrinnen durchzogen ist. Dahinter landeinwärts befindet sich eine Schwemmlandebene aus Sand und Kies, die vom Wadi abgelagert wurde und im Nordosten und Süden in karstige Felsen mündet. Im Wattenmeer vermischen sich Süßwasser aus mehreren Wadis und Grundwasserströme mit Salzwasser, das durch zwei Hauptgezeitenkanäle eindringt und eine polyhaline Umgebung bildet, die eine hohe Biodiversität unterstützt.
Die Region weist das für Oman charakteristische heiße Wüstenklima auf, mit heißen Sommern und mehr Verdunstung als Niederschlag.

## Flora und Fauna
Die äußersten Küstendünen unterstützen Halopyrum mucronatum-Gräser, die in den weniger salzhaltigen Teilen der inneren Dünen zu Sphaerocoma hookeri und in den salzhaltigeren Bereichen zu Suaeda fruticosa, Gelbe Cistanche (Cistanche phelypaea) und Suaeda vermiculata übergehen. In geschützten Hohlräumen zwischen den Dünen finden sich Gemeinschaften aus Lotus garcinii, Cyperus conglomeratus und Heliotropium ramosissimum. In den Prielen, Erosionsrinnen und anderen tief liegenden Gebieten, die bei Flut überschwemmt werden, bildet die Graue Mangrove (Avicennia marina) dichte Mangrovenwälder. Auf den feuchten, sandigen, salzhaltigen Böden der Sabcha-Ebenen, die knapp über der Flut liegen, wachsen Suaeda aegyptiaca, Suaeda fruticosa, Cressa cretica, Aeluropus lagopoides, Halopeplis perfoliata, Arthrocaulon macrostachyum, Tetraena qatarensis und andere salztoleranten Pflanzen.
Die mäßig entwässerte Schwemmlandebene oberhalb des Sabcha beherbergt eine verstreute Waldvegetation mit Schirmakazie (Vachellia tortilis), Prosopis cineraria, Syrischer Christusdorn (Ziziphus spina-christi) und Vachellia flava sowie Lycium shawii und Bassia muricata-Sträuchern. Auf den steinigen Hügeln im Süden und Nordosten wachsen ähnliche Bäume und Sträucher wie in der Schwemmlandebene, außerdem Euphorbia larica, Commiphora myrrha, Grewia tenax und Ochradenus arabicus, Cleome brachycarpa, Cometes surattensis, Leucas inflata, Plocama hymenostephana, Seddera latifolia und Vernonia arabica sowie Cenchrus pennisetiformis-Gräser. Am östlichen Ende des Reservats befindet sich ein verlassener Hain mit Echten Dattelpalmen (Phoenix dactylifera), die sich mit der wilden Vegetation vermischt haben.
Zu den im Feuchtgebiet vorkommenden Wassertierarten gehören verschiedene Krebse wie Gelasimus vocans, Austrua lactea und Gelasimus tetragonon in den Mangrovensümpfen, Scylla serrata, Große Pazifische Schwimmkrabbe (Portunus pelagicus), Callinectes sapidens, Thalamita sapidens und Grapsus tenuicrustatus in den Mangrovenrinnen sowie Ashtoret lunaris und Ocypode saratan in den Prielen und am Strand. Zu den bemerkenswerten Weichtierarten gehören Saccostrea cuccullata, die an den Luftwurzeln der Mangroven wachsen, und Terebralia palustris im Schlamm zwischen den Mangroven. Viele Fischarten leben in dem Feuchtgebiet, vor allem Aphaniops dispar, der Dreistreifen-Tigerbarsch (Terapon jarbua), Barschartige (Perciformes) und Mojarras (Gerres oyena), während das Reservat auch anderen Arten wie Meeräschen (Mugilidae), Gewöhnlicher Schnapper (Lutjanus lutjanus), Alosidae, Stachelmakrelen (Carangidae) und Meerbrassen (Sparidae) sowie kommerziell wichtigen Garnelenarten als Nahrungsgrundlage und Aufzuchthabitat dient. Das Laub der Mangroven dient verschiedenen marinen Detritivoren als Nahrung.
In einer Studie wurden fast zweihundert Vogelarten im Reservat nachgewiesen, darunter Seeregenpfeifer, Lachmöwe, Weißwangen-Seeschwalbe, Steppenmöwe, Alpenstrandläufer, Pfuhlschnepfe, Sokotrascharbe, Rosaflamingo, Zwergstrandläufer, Steinwälzer und Dünnschnabelmöwe. Zu den Landtieren gehören der Arabische Rotfuchs (Vulpes vulpes arabica) und die Belutschistan-Rennmaus (Gerbillus nanus); man nimmt an, dass Meeresschildkröten das Gebiet aufgesucht haben, bevor menschliche Aktivitäten in jüngster Zeit zugenommen haben.

## Erhaltungswert
Das Naturschutzgebiet Qurum schützt einen der größten Mangrovenwälder in der Ökoregion des Golfs von Oman, ein Biotop, das eine diversifizierte Vielfalt an Meeres-, Land- und Vogelarten unterstützt. Plankton und Detritus aus dem Reservat werden von den Gezeiten ins Meer getragen und liefern den Rohstoff für die marinen Ökosysteme in den angrenzenden Küstengewässern. Diese Nährstoffzufuhr erhöht die Produktivität der Meere bei der Herstellung von Biomasse und unterstützt damit indirekt die Populationen kommerziell wichtiger Fischarten. Der Oman ist Teil der zentralasiatisch-indischen Flugroute für Zugvögel, und das Reservat ist wie andere Flussmündungen ein Rastplatz, an dem sich Wasservögel während ihrer Wanderungen ausruhen und ernähren können. Der Mangrovenwald trägt auch zur Stabilisierung der Küstenlinie bei tropischen Stürmen bei und verbessert die Wasserqualität, indem er Sturmabflüsse zurückhält und filtert.
Archäologische Studien haben Beweise für die Anwesenheit von Steinzeitmenschen im heutigen Reservat gefunden, die bereits vor 6000 Jahren saisonal Austern und Wellhornschnecken aus den Mangrovenwäldern ernteten.